# Thymus fallax
Thymus fallax — вид рослин родини глухокропивові (Lamiaceae), поширений у Ірані, Туреччині.

## Опис
Багаторічний чагарник.

## Поширення
Поширений у Ірані, Туреччині.
Росте на скелястих схилах та трав'яних ділянках на 1400—2500 м. Цей вид є ендемічним видом в Ірані та Туреччині, але переважно поширений в Ірані.